# Krauka
Krauka — датская фолк-группа, образовавшаяся в 1999 году.
Участники группы играют средневековую музыку с использованием аутентичных инструментов, существовавших в эпоху викингов. Песни исполняют на исландском и датском языках. Krauka регулярно выступает на фолковых фестивалях в Эстонии, США, Исландии, Швеции, Германии, Польше и Дании.

## Состав
- Гудьон Рудольф Гудмундссон (Guðjón Rúdolf Guðmundsson) — ведущий вокал, ударные, варган, губная гармошка
- Йенс Вилли Педерсен (Jens Villy Pedersen) — вокал, лира, флейта, ударные
- Аксель Стриим (Aksel Striim) — вокал, ударные, кларнет, виолончель, смычковая лира
- Сёрен Колльсен-Седеркоф (Søren Koldsen-Zederkof) — бас

## Дискография
- Vikinga seiður (2001)
- Stiklur (2004)
- Bylur (2006)
- Óðinn (2009)
- Gjörningur (2012)
- Timinn tifar (2015)
- Loka Leikur (2017)

## Рецензии
- Рецензия на альбом Stiklur в онлайн журнале Rambles
- Рецензия на альбом Óðinn для Folk & Acoustic Music Exchange
- Рецензия на альбом Óðinn (недоступная ссылка)